# Vizcondado de Torija
El vizcondado de Torija fue un título nobiliario español creado el 28 de abril de 1469 por el rey Enrique IV de Castilla a favor de Lorenzo Suárez de Mendoza, hijo del I marqués de Santillana. Al mismo tiempo que el rey creó el título vizcondal, también le concedió el título de conde de Coruña, que ostentaron todos los vizcondes de Torija hasta el siglo XVIII. Ambos títulos quedaron en desuso en el siglo XVIII hasta que el condado fue rehabilitado en 1968 por Francisco Franco. El vizcondado no se rehabilitó por lo que se considera un título caducado.

## Denominación
Su denominación hace referencia a la localidad de Torija en la provincia de Guadalajara. 

## Vizcondes de Torija
|                         | Titular                                                   | Periodo                 |
| Creación por Enrique IV | Creación por Enrique IV                                   | Creación por Enrique IV |
| ----------------------- | --------------------------------------------------------- | ----------------------- |
| I                       | Lorenzo Suárez de Mendoza                                 | 1469-1481               |
| II                      | Bernardino Suárez de Mendoza                              | 1481-1534               |
| III                     | Lorenzo Suárez de Mendoza y Manrique                      | 1534-1536               |
| IV                      | Alonso Suárez de Mendoza y Manrique                       | 1536-1546               |
| V                       | Lorenzo Suárez de Mendoza y Jiménez                       | 1546-1583               |
| VI                      | Bernardino Suárez de Mendoza y de la Cerda                | 1583-1592               |
| VII                     | Lorenzo Suárez de Mendoza y Bazán                         | 1592-1619               |
| VIII                    | Sebastián Suárez de Mendoza y Bazán                       | 1619-1646               |
| IX                      | Juana Suárez de Mendoza Zúñiga y Bazán                    | 1646-1652               |
| X                       | Juan Antonio de Torres de Portugal y Suárez de Mendoza    | 1652-1654               |
| XI                      | Juana María de Torres de Portugal y Suárez de Mendoza     | 1654-c. 1659            |
| XII                     | Antonio Zapata de Mendoza                                 | 1661-1667               |
| XIII                    | Diego Zapata de Mendoza                                   | 1667-1684               |
| XIV                     | Francisco Antonio Carrillo de Guzmán y Toledo             | 1704-1710               |
| XV                      | Diego Dávila y Mendoza                                    | 1710-1725               |
| XVI                     | José Bernardo Dávila Mendoza Medina y Vela del Águila     | 1725-1734               |
| XVII                    | Martín Manuel Pedro González de Castejón y Dávila Mendoza | 1735-1764               |
| XVIII                   | Martín Pedro González de Castejón y Dávila Mendoza        | 1764-1765               |
| Título caducado         |                                                           |                         |

## Historia de los vizcondes de Torija
- Lorenzo Suárez de Mendoza (m. 21 de mayo de 1481), I conde de Coruña y I vizconde de Torija, caballero de la Orden de Santiago. Era hijo de Íñigo López de Mendoza, I marqués de Santillana, y de su esposa Catalina de Figueroa.[2]

Contrajo matrimonio en 1452 con Isabel de Villandrando (o de Borbón), hija de Rodrigo de Villandrando, I conde de Ribadeo, y de su primera esposa, Margarita de Borbón, hija natural de Juan I de Borbón. Le sucedió su hijo:
- Bernardino Suárez de Mendoza (m. 1534), II conde de Coruña y II vizconde de Torija.[3]

Se casó en 1487 con María Manrique de Sotomayor (m. 1532), hija de Alonso de Sotomayor, I conde de Belalcázar y I vizconde de la Puebla de Alcocer, y de Elvira de Zúñiga y Manrique de Lara. Le sucedió su hijo:
- Lorenzo Suárez de Mendoza (m. 1536), III conde de Coruña y III vizconde de Torija. Soltero y sin descendencia, le sucedió su hermano:[3]

- Alonso Suárez de Mendoza (m. 1546), IV conde de Coruña y IV vizconde de Torija.[3]

Se casó con Juana Francisca Jiménez de Cisneros y Zapata (m. 1535). Le sucedió su hijo:
- Lorenzo Suárez de Mendoza y Jiménez (m. México, 28 de junio de 1583),[3] V conde de Coruña y V vizconde de Torija.[a] Fue gobernador y virrey de Nueva España.[3]

Contrajo matrimonio con Catalina de la Cerda y Silva (m. 1580), hija de Juan de la Cerda-Foix y Viqué (1485-1544), II conde del Puerto de Santa María, y de su segunda esposa, María de Silva y Toledo. Le sucedió su hijo:
- Bernardino Suárez de Mendoza y de la Cerda (m. julio de 1592), VI conde de Coruña y VI vizconde de la Torija y caballero de la Orden de Santiago.[6] Otorgó codicilio el 3 de julio de 1592 en Valladolid en el que nombra a su esposa Mariana de Bazán tutora y curadora de sus hijos: Lorenzo, Bernardino, Sebastián, Juana, María, Catalina y Mariana.[7]

Se casó en 1576 con Mariana de Bazán y Zúñiga, hija de Álvaro de Bazán y Guzmán, I marqués de Santa Cruz, y de su primera esposa Juana de Zúñiga y Avellaneda. Le sucedió su hijo:
- Lorenzo Suárez de Mendoza y Bazán (m. 1619), VII conde de Coruña y VII vizconde de Torija. Soltero y sin descendencia, le sucedió su hermano:[10]

- Sebastián Suárez de Mendoza y Bazán (1596-1646), VIII conde de Coruña y VIII vizconde de Torija.[10]

Se casó en 1576 con Luisa Carrillo de Toledo, sin descendencia. Le sucedió su hermana:
- Juana Suárez de Mendoza Zúñiga y Bazán (m. 1652), IX condesa de Coruña y IX vizcondesa de Torija.[10]

Contrajo matrimonio con Pedro de Zúñiga y de la Cueva, I marqués de Flores Dávila. Sin descendencia, le sucedió su sobrino materno, hijo de su hermana María Polonia Suárez de Mendoza, segunda esposa de su primo Juan de Torres de Portugal y Suárez de Mendoza, II conde de Villardompardo, etc.
- Juan Antonio de Torres de Portugal y Suárez de Mendoza (m. 1654), X conde de Coruña, X vizconde de Torija, III conde de Villardompardo.[10]

Se casó con Teresa Antonia Hurtado de Mendoza y Cárdenas (1615-17 de febrero de 1657), IX duquesa de Nájera, XI condesa de Treviño, VII duquesa de Maqueda, IX marquesa de Elche, VII marquesa de Cañete, III marquesa de Belmonte, XII condesa de Valencia de Don Juan. Era viuda de Fernando de Faro y, después de enviudar del conde de Coruña, se volvió a casar en terceras nupcias con Juan María de Borja y Aragón. Le sucedió su hermana:
- Juana María de Torres de Portugal y Suárez de Mendoza, XI condesa de Coruña, XI vizcondesa de Torija, IV condesa de Villardompardo.

Fue la tercera esposa de Carlos Pacheco de Córdoba Bocanegra y Colón de la Cueva (Ciudad de México, bautizado el 22 de abril de 1602-Madrid, 5 de septiembre de 1646),  II marqués de Villamayor de las Ibernias con quien contrajo matrimonio en 1631. Le sucedió su pariente:
- Antonio Zapata de Mendoza (11 de marzo de 1604-1667), XII conde de Coruña, XII vizconde de Torija, por sentencia de tenuta de 1661,  III conde de Barajas, señor y I marqués de Alameda y caballero de Santiago.[16] Hijo de Diego Zapata de Mendoza, II conde de Barajas, Antonio Zapata de Mendoza era bisnieto de Juan Suárez de Mendoza y Sotomayor, hijo del II conde de Coruña, y de su esposa Maria de Mendoza y Villagrán.

Se casó el 16 de julio de 1630 con Ana María de Silva y Guzmán de Portugal. Le sucedió su hijo:
- Diego Zapata de Mendoza (m. 11 de diciembre de 1684), XIII conde de Coruña, XIII vizconde de Torija,[17] IV conde de Barajas, II marqués de Alameda.[16]

Se casó en 1650 con María Agustina Sarmiento de Sotomayor. Sin descendencia, le sucedió su pariente: Le sucedió su pariente:
- Francisco Antonio Carrillo de Guzmán y Toledo (m. 1710),XIV conde de Coruña y XIV vizconde de Torija, por segundo pleito de tenuta de 1704, y I conde de Rivera en 1668. Era hijo de Pedro Carrillo y de Ana de Araoz y Mendoza.[b]

Contrajo matrimonio con Juana Carrillo de Mendoza, sin descendencia. Le sucedió su sobrino, hijo de su hermana Beatriz Carrillo de Toledo y de su esposo Alonso Dávila y Guzmán:
- Diego Dávila y Mendoza (m. 1725), XV conde de Coruña, XV vizconde de Torija, II conde de Rivera, I marqués de Albaserrada, caballero de la Orden de Alcántara y alguacil mayor de la Real Audiencia de Sevilla.[3]

Se casó con Leonor Vela del Águla Bullón y Maldonado. Le sucedió su hijo:
- José Bernardo Dávila Mendoza Medina y Vela del Águila (m. 1734), XVI conde de Coruña, XVI marqués de Torija, II marqués de Albaserrada y III conde de Rivera.

Sin descendencia, le sucedió su sobrino, hijo de su hermana Teresa Ibáñez Dávila y Mendoza, III marquesa de Albaserrada, IV condesa de Rivera, casada con Martín Nicolás González de Castejón, VI marqués de Gramosa y III marqués de Velamazán:
- Martín Manuel Pedro González de Castejón y Dávila Mendoza (m. 24 de agosto de 1764), XVII conde de Coruña por sentencia de tenuta de 1735,[18] XVII vizconde de Torija, VII marqués de Gramosa, Grande de España, IV marqués de Velamazán, IV marqués de Albaserrada y V conde de Rivera.[3]

Se casó con Fernanda Bernarda de Silva y Rabatta. Le sucedió su hermano:
- Martín Pedro González de Castejón y Dávila Mendoza (m. 1765), XVIII conde de Coruña, XVIII vizconde de Torija, V marqués de Velamazán, mariscal de Campo y gentilhombre de cámara con ejercicio.[3]

Se casó en primeras nupcias con Ana María Joaquina de Aranda Castejón y Peralta y en segundas con su sobrina, María del Pilar González de Castejón y Silva, hija de su hermano el XVII conde.